# ريتشارد لونش جارنر
ريتشارد لونش جارنر (بالإنجليزية: Richard Lynch Garner)‏ هو عالم حيوانات أمريكي، ولد في 19 فبراير 1848 في أبينغدون في الولايات المتحدة، وتوفي في 22 يناير 1920 في تشاتانوغا في الولايات المتحدة بسبب التهاب الكلى.